# 1835年—1846年英国轨距之争
1835年－1846年英国轨距之争（英語：British Gauge War）是英国铁路轨距标准确立的商业竞争。是世界最早的标准之争之一。

## 缘起
约1822年至1830年起，1435毫米轨距开始被部分英国商家用于建造铁道，但存在其它轨距且并无统一标准；1835年，大西部鐵路工程师Brunel设计了七英尺暨2134毫米（后改为2140毫米）轨距铁道。前者时称窄轨，后者时称宽轨。Brunel认为宽轨可以支持更大的火车头以便提供更快更安全的服务。第一条宽轨与1838年开通，1844年，宽轨布里斯托尔－格洛斯特铁路已与窄轨相接，而乘客须在格洛斯特换乘。其时英国铁路还很稀疏，两种轨距各有一众公司推广自己的标准。

## 解决
恶性竞争最终促使英国政府介入，皇家委员会经研究于1846年裁定除非特批，严禁在英格兰西南部以外的地区建设非1435毫米的铁轨，以此强推1435毫米标准。这一标准此后逐渐被其他国家采纳并形成今天的标准轨。

### 引申著作
- Rolt, L. T. C. . Prentice Hall Press. 1989 [1957]. ISBN 978-0-582-10744-1.
- Sidney, Samuel (编). . Wakefield; Leeds: S.R. Publishers ; Turntable Enterprises. 1971 [1846]. ISBN 978-0-85409-723-4.

### 延伸閱讀
- E T MacDermot, History of the Great Western Railway, vol I, published by the Great Western Railway, London, 1927
- R A Williams, The London & South Western Railway, volume 1, David & Charles, Newton Abbot, 1968

## 参閱
- 标准轨